# Драгутин Петковић (лекар)
Др Драгутин Петковић (Ћићевац, 8. јул 1873 — Ниш, 1947) био је један од ретких школованих превентиваца у српској војсци с почетка 20. века, суоснивач и први управник Пастеровог завода у Нишу, лекара који је имао важну улогу у реорганизацији српског санитета на Солунском фронту, учесник више ратова носилац бројних одликовања и оснивача прве приватне болнице „Санаторијум Петковић” у Нишу.

## Живот и каријера
Родио се у Ћићевацу, 8. јул 1873. од мајке Персиде, домаћице, из Варварина и оца Сава, пароха, из Ћићевца. Основно образовање стекао је у школама у Ћићевцу, Варварину и Крушевцу. По завршетку велике матуре 1891. године, започео је студије хемије у Великој школи у Београду. Међутим већ након годину дана, опседнут медицином, 1892. године, по наредби Министарства војног Краљевине Србије са још десет најбољих Срба, кренуо је за Беч у коме је седам година касније завршио медицинске студије 8. јула 1899. године. Враћа се у отаџбину и свој даљи живот и каријеру везује за Ниш, у коме ће начинити прве, касније велике кораке, у богатом стручном животу.
У Нишу је 1900. године, најпре постављен за трупног лекара Другог пешадијског пука „Књаз Михајло” у чину санитетског поручника, а потом је премешта у Моравски артиљеријски пук „Краљ Александар” за трупног лекара. Међутим исте године настаје преокрет у Петковићевој војној каријери. Министарство војно шаље га 1900. у Пастеров завод у Пешти код професора Хедјеса да упозна поступак при справљању вакцине противу беснила и потом га примени у свом раду, као први управник и суоснивач новооснованог Краљевског Пастеровог завода у Нушу, 1901. године. 
Управник Пастеровог заводау Нишу био је од 1901 до 1911. године.
У доктора медицинских наука промовисан је у Бечу, 1930. године. По завршетку специјализације из интерне медицине у Паризу, вратио се у Ниш, где је провео остатак свог радног века на дужностима; лекара, у првом нишком приватном Санаторијуму „Петковић””, шефа Интерног одељења Државне болнице у Нишу и вишег предавач на Медицинском факултету.
Био је полиглота: говорио је немачки, француски, енглески и италијански.
Петковић је био у браку са Вукосавом Хаџи-Павловић, са којом је изродио ћерку Иванку (1905-1944), удату Јовановић, која је завршила Музичку академију у Београду, одсек клавира, код професора Нине Нисочко, и синове Ивана (1902-1972) дипломираног правника и магистрира права, Милана (1906-1987) и Саву (1910-1992) дипломиране лекаре који су наставили лекарску традицију свога оца.
Др Драгутин Петковић преминуо је 1947. У Нишу. Сахрањен је на гробљу у Ћићевцу. Његове мошти данас се налазе у цркви и маузолеју породице Петковић које је подигао његов син, уролог, академик др Сава Петковић.

## Учешће у ратовима
Ратна времена која су на простору Краљевине Србије владала у првим деценијама 20. века нису мимоишла ни де Драгутина Петковића, који ће као лекар и хуманиста одиграти значајну улогу на тој великој „ратној позорници”.
Прво је од 20. септембра 1912. до 15. септембра 1913. учествовао је у балканским ратовима, а, потом, од 1914. до 1918. у Првом светском рату. Први светски рад затекао га је на дужности шефа Интерног одељења Моравске сталне војне болнице у Нишу (на коју је постављен од 1. јануара 1914).
У чину санитетског пуковника, на дужност референт санитетске службе Моравске дивизије 2. позова, постављен је са почетком рата 26. јула 1914. и са својом јединицом и припадницима Војне болнице у Нишу, превалио је дуг пут преко Албаније, на који је из Чаковића, пошао са три товарна коња, натоварена санитетским материјалом и лековима.
За време боравка и Грчкој, до 1. марта 1916. био је командант острва Лазарет, а затим до 31. маја 1916. био је члан Српске комисије за уређење логора на Халкидикију за смештај Српске војске. Од 1. јуна 1916. до 31. маја 1918. налазио се на дужности шефа санитета Српски команде у Солуну, и бројним другим (Суперревизиона комисија при Српској врховној команди, Мећународна хигијенска комисија, Комисија за сузбијање вашљивости, Антималарична комисија, Комисија за сузбијање венеричних болести, Савезна комисија).
Пре пробоја Солунског фронта постао је начелник санитетске службе Прве армије а у време пробоја био је референт санитета Југословенске дивизије у селу Драгоманци код Битоља. На овој дужности остао је до дана демобилизације коју је овенчао ратном славом.
Након демобилизације, вратио се у Ниш (20. март 1918) где је постављен за референта санитета моравске дивизоне области. На том положају остао је до 20. августа 1922. године.Након демобилизације основао је први приватни санаторијум у Нишу у коме се бавио приватном лекарском праксом.

## Дело
О својим првим корацима на дужности првог управник „Краљевскосрпског Пастеровог завода у Нишу”, основаног 1901. године, Драгутин Петковић пише:
Ко је први истакао идеју о оснивању једног оваквог завода у нас није ми познато. Покушаји за добијање анималне лимфе у Србији вршени су приватном иницијативом, по чувењу, још пре двадесет година. Ко је ове покушаје вршио и са каквим успехом није ми познато, а било би ми веома потребно о томе податке прибавити.
И тако је Драгутин Петковић на путу прикупљања важних научних података доживео темељно образовање и поста многостран човек. А то образовање стекао је 
- прво: 1902. у Пастеровом заводу у Паризу у коме се усавршавао код академика и нобеловаца, Pierre Paul Emile Roux (1853—1933), Мечников Иљија Илића (1845—1916) и Nicolle Charles-а (1866—1936),
- потом, 1903. у Хигијенском заводу у Хамбургу (где је изучавао хигијену, снабдевање становништва млеком, преглед животних намирница, поступак дезинфекције и контролу водовода и канализације)
- на крају 1904. у Берлину, код професора Рубнера, где је заврши курс за проучавање животних намирница.[1]

У Ниш, др Петковић је, по повратку 1904. године из Берлина, пренео стечена знања и искуства, и у Пастеровим заводу у Нишу у коме је отварио бактериолошко, дезинфекционо и хемијско одељење (у коме је справљана вакцина против беснила по његовој методи), и организовао прве курсеве за школовање дезинфектора у српској војсци.

## Санаторијум др Драгутин С. Петковић
Др Драгутин Петковић свечано је 1. октобра 1922. године отварио свој приватни санаторијум у Нишу, под именом "Нишки санаторијум др Петковића" који је био други у Србији (први санаторијум у Србији основао је др Лазар Генчић). Зграда санаторијума срушена је за време Другог светског рата, током бомбардовања 1944. године, док су помоћне зграде остале сачуване. Санаторијум је могао да лечи 23 болесника, а бројао је 7 запослених радника.

## Признања
Ратничке груди Драгутина Петковића красе следећа признања: 
- Споменица краља Петра I,
- Златна медаља за ревносну службу,
- Споменица Српскотурског рата 1912,
- Албанска споменица,
- Орден Црвеног крста,
- Орден светог Саве III реда,
- Орден белог орла IV реда,
- Легија части, Француски ратни крст,
- Француска златна медаља,
- Грчки орден светог Спаса,
- Грчки ратни крст.[1]

У знак признања, и сећања на лик и дело др Драгутина Петковића, Ротари клуб, „Ниш - центар” основао је Фонд „др Драгутина Петковић” са намером да студентима покаже да се труд и учење и те како вреднују. Први пут, ово признање додељено је студенту Медицинског факултета Милану Стојиљковићу 2013. године.